# Hedeviken
Hedeviken is een plaats in de Zweedse gemeente Härjedalen in het landschap Härjedalen van de provincie Jämtlands län. De plaats heeft 144 inwoners (2005) en een oppervlakte van 118 hectare. De plaats ligt aan een baai van het meer Vikarssjön. De directe omgeving van de plaats bestaat voornamelijk uit naaldbos.

## Verkeer en vervoer
Bij de plaats loopt de Riksväg 84.